# 12. juni
12. juni er dag 163 i året i den gregorianske kalender (dag 164 i skudår). Der er 202 dage tilbage af året. Dagens navn er Basilius.
Dagen er også:
- FN's internationale Verdensdag mod børnearbejde.
- Ruslands Dag

### Begivenheder
Født - Dødsfald
- 1429 - Med Jeanne d'Arc som anfører indtager den franske hær byen Jargeau og pågriber den engelske kommandant.
- 1613 - Ole Worm kaldes hjem fra England, hvor han arbejder, og tilbydes et professorat i latin ved Københavns Universitet.
- 1665 - Englænderne etablerer et bystyre i New York City efter deres overtagelse af byen fra hollænderne året forinden.
- 1830 - Frederik VI, det første danskbyggede dampskib, løber af stablen.
- 1853 - Der konstateres kolera i København. Af byens cirka 200.000 indbyggere dør 4.337 af epidemien.
- 1897 - Schweizerkniven patenteres af Carl Elsener.
- 1898 - Filippinerne opnår uafhængighed af Spanien efter længere tids frihedskamp. USA, som har støttet denne kamp, får overhøjhed over øgruppen.
- 1906 - I Nidarosdomkirken i Trondhjem vies prins Carl af Danmark og prinsesse Maud af England som norsk kongepar; han under navnet Haakon 7. af Norge.
- 1922 - Insulin patenteres.
- 1929 - Anne Frank bliver født
- 1942 - Anne Frank får sin første dagbog i fødselsdagsgave på sin 13-årsdag.
- 1943 - Tyske nazister likviderer 1.180 jøder i Berezjany i Ukraine som et led i holocaust.
- 1964 - Den sydafrikanske nationalistleder Nelson Mandela idømmes livsvarigt fængsel.
- 1964 - Den svenske oberst Stig Wennerström idømmes livsvarigt fængsel for spionage for Sovjetunionen.
- 1965 - The Beatles modtager MBE.
- 1975 - I Indien dømmes Indira Gandhi for valgsvindel.
- 1984 - Borgmester Villo Sigurdsson beslutter at afskedige den uorganiserede brandmand Max Blicher Hansen, som svarer igen med et erstatningskrav på 6,5 mio kr.
- 1985 - Efter seks ugers strejke idømmes 3.600 bryggeriarbejdere på Carlsberg og Tuborg en bod på 12,3 millioner kr.
- 1986 - Firkløverregeringen og Socialdemokratiet indgår aftale om en fast forbindelse over Storebælt.
- 1987 - USA's præsident Ronald Reagan holder ved Brandenburger Tor sin berømte tale, hvor han opfordrer Sovjetunionens leder Mikhail Gorbatjov til at rive Berlinmuren ned.
- 1991 - Boris Jeltsin vælges med 57,38% af stemmerne til præsident for det nye Rusland.
- 2021 - Christian Eriksen falder om med et hjertestop i EM-kampen mellem Danmark og Finland i Parken.

### Født
- 1781 - Madam Mangor, dansk kogebogsforfatter (død 1865).
- 1784 - Paul Andreas Kaald,  norsk kaperkaptajn (død 1867).
- 1819 - Charles Kingsley, engelsk præst og forfatter (død 1875).
- 1830 - Thorvald Krak, dansk forlægger. (død 1908).
- 1844 - Klaus Berntsen, dansk højskolemand og konsejlspræsident (død 1927).
- 1879 - C.V. Bramsnæs, dansk politiker, minister og nationalbankdirektør (død 1965).
- 1890 - Karl Jørgensen, dansk skuespiller (død 1966).
- 1893 - Helga Frier, dansk skuespiller (død 1972).
- 1897 - Anthony Eden, engelsk politiker og premierminister (død 1977).
- 1903 - Fritz Ketz, tysk maler og grafiker (død 1983).
- 1904 - Erling Bloch, kgl. dansk kapelmusicus (død 1992).
- 1905 - Lili Lani, dansk skuespiller (død 1996).
- 1915 - David Rockefeller, amerikansk bankmand (død 2017).
- 1916 - Raul Hector Castro, amerikansk politiker (død 2015).
- 1924 - George H.W. Bush, amerikansk præsident (død 2018).
- 1926 - Martha Christensen, dansk forfatter (død 1995).
- 1927 - Paul Hammerich, dansk journalist og forfatter (død 1992).
- 1929 - Anne Frank, hollandsk-jødisk dagbogsskribent (Død 1945).
- 1932 - Arne Skovhus, dansk skuespiller og teaterdirektør (død 1983).
- 1937 - Else Marie Bukdahl, dansk dr.phil. og forhenværende rektor for Det Kgl. Danske Kunstakademi.
- 1937 - Vladimir Arnold, russisk matematiker (død 2010).
- 1941 - Arthur Krasilnikoff, dansk forfatter (død 2012).
- 1941   - Chick Corea, amerikansk musiker (død 2021).
- 1943 - Johnny Reimar, dansk musiker.
- 1944 - Hanne Severinsen, dansk lektor og folketingsmedlem.
- 1945 - Pat Jennings, nordirsk fodboldspiller.
- 1947 - Diana Benneweis, dansk cirkusdirektør.
- 1949 - Johnny Eliasen, dansk solodanser og instruktør.
- 1951 - Walter Christophersen, dansk folketingsmedlem.
- 1954 - Jesper Lundgaard, dansk jazzmusiker.
- 1959 - Lotte Heise, dansk forfatter og foredragsholder.
- 1970 - Natasja Crone, dansk journalist og tv-vært.
- 1974 - Karen Angelo Hækkerup, dansk politiker og folketingsmedlem.
- 1975 - Dan Jørgensen, dansk EU-parlamentsmedlem.
- 1976 - Thomas Sørensen, dansk fodboldspiller.
- 1978 - Katrine Fruelund, dansk håndboldspiller.
- 1979 - Robyn, svensk sanger og sangskriver.

### Dødsfald
- 1878 - William Cullen Bryant, amerikansk digter og journalist (født 1794).
- 1910 - N.F. Ravn, dansk politiker og minister (født 1826).
- 1922 - Wolfgang Kapp, tysk kupmager (født 1858)
- 1962 - John Ireland, britisk komponist (født 1879).
- 1965 - A.P. Møller, dansk skibsreder (født 1876).
- 1966 - Hermann Scherchen, tysk dirigent (født 1891).
- 1980 - Knud Thestrup, dansk jurist, folketingsmedlem og minister (født 1900).
- 1990 - Kim Schumacher, dansk discjockey samt radio- og tv-vært (født 1949).
- 1992 - Edward Fleming, dansk skuespiller og filminstruktør (født 1924).
- 1995 - Arturo Benedetti Michelangeli, italiensk pianist (født 1920).
- 2003 - Gregory Peck, amerikansk skuespiller (født 1916).
- 2006 - György Ligeti, ungarsk komponist (født 1923).
- 2007 - Guy de Rothschild, fransk finansmand (født 1909).
- 2014 - Niels Højlund, præst og samfundsdebatør (født 1931).

|  | Denne datoartikel kan blive bedre, hvis der indsættes et (bedre) billede Du kan hjælpe ved at afsøge Wikimedia Commons for et passende billede eller uploade et godt billede til Wikimedia Commons iht. de tilladte licenser og indsætte det i artiklen. |